# Rural Retreat
Rural Retreat es una localidad del Condado de Wythe, Virginia, Estados Unidos. Según el censo de 2000 tenía una población de 1350 habitantes y una densidad de población de 231,9 hab/km².

## Demografía
Según el censo del 2000, Rural Retreat tenía 1350 habitantes, 570 viviendas, y 399 familias. La densidad de población era de 231,9 habitantes por km².
De las 570 viviendas en un 29,6%  vivían niños de menos de 18 años, en un 56,1%  vivían parejas casadas, en un 11,6% mujeres solteras, y en un 30% no eran unidades familiares. En el 25,4% de las viviendas  vivían personas solas el 13,2% de las cuales correspondía a personas de 65 años o más que vivían solas. El número medio de personas viviendo en cada vivienda era de 2,37 y el número medio de personas que vivían en cada familia era de 2,84.
Por edades la población se repartía de la siguiente manera: un 22,7% tenía menos de 18 años, un 9,7% entre 18 y 24, un 27,7% entre 25 y 44, un 23,6% de 45 a 60 y un 16,3% 65 años o más.
La edad media era de 38 años.  Por cada 100 mujeres de 18 o más años  había 85,3 hombres.
La renta media por vivienda era de 29.141$ y la renta media por familia de 41.776$. Los hombres tenían una renta mediana de 27.198$ mientras que las mujeres 21.128$. La renta per cápita de la población era de 15.993$. En torno al 7,7% de las familias y el 11,2% de la población estaban por debajo del umbral de pobreza.

## Localidades adyacentes
El siguiente diagrama muestra a las localidades más próximas a Rural Retreat.